# GDDR5
GDDR5 SDRAM (de las siglas en inglés Graphics Double Data Rate 5 Synchronous Dynamic Random-Access Memory) es un tipo de memoria gráfica síncrona de acceso aleatorio (SGRAM) con una interfaz de alto ancho de banda ("DDR") diseñada para usar en tarjetas gráficas, consolas de juegos, y computación de alto rendimiento. Es un tipo de GDDR SDRAM (gráficos DDR SDRAM).

## Características

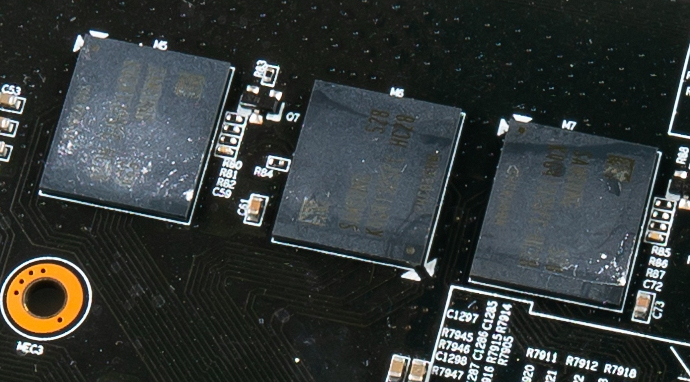
Memorias GDDR5 en una Nvidia GeForce GTX 980 Ti

Al igual que su predecesor, GDDR4, GDDR5 se basa en la memoria DDR3 SDRAM, que tiene el doble de líneas de datos en comparación con DDR2 SDRAM. GDDR5 también utiliza búferes de captación previa de 8 bits de ancho similares a GDDR4 y DDR3 SDRAM. 
GDDR5 SGRAM cumple con los estándares establecidos en la especificación GDDR5 por JEDEC. SGRAM tiene un solo puerto. Sin embargo, puede abrir dos páginas de memoria a la vez, lo que simula la naturaleza de puerto dual de otras tecnologías VRAM. Utiliza una arquitectura de captación previa 8N y una interfaz DDR para lograr un funcionamiento de alto rendimiento y puede configurarse para funcionar en modo ×32 o modo ×16 (concha) que se detecta durante la inicialización del dispositivo. La interfaz GDDR5 transfiere dos palabras de datos de 32 bits de ancho por ciclo de reloj de escritura (WCK) hacia/desde los pines de E/S. En correspondencia con la captación previa 8N, un único acceso de lectura o escritura consiste en una transferencia de datos de ciclo de reloj de dos CK de 256 bits de ancho en el núcleo de la memoria interna y ocho transferencias de datos de ciclo de reloj WCK de medio ancho de 32 bits correspondientes a los pines de entradas y salidas.
GDDR5 opera con dos tipos de reloj diferentes. Un reloj de comando diferencial (CK) como referencia para direcciones y entradas de comando, y un reloj de escritura diferencial (WCK) reenviado como referencia para lecturas y escrituras de datos, que se ejecuta al doble de la frecuencia de CK. Siendo más precisos, el SGRAM GDDR5 utiliza un total de tres relojes: dos relojes de escritura asociados a dos bytes (WCK01 y WCK23) y un reloj de comando único (CK). Tomando como ejemplo un GDDR5 con una velocidad de datos de 5 Gbit/s por pin, el CK funciona con 1,25 GHz y ambos relojes WCK a 2,5 GHz. La CK y las WCK se alinean en fase durante la secuencia de inicialización y entrenamiento. Esta alineación permite el acceso de lectura y escritura con una latencia mínima.
Un solo chip GDDR5 de 32 bits tiene alrededor de 67 pines de señal y el resto son alimentación y conexión a tierra en el paquete de 170 BGA.

## Comercialización
Samsung Electronics reveló GDDR5 en julio de 2007. Anunciaron que producirían GDDR5 en masa a partir de enero de 2008.
Hynix Semiconductor presentó la primera memoria GDDR5 de "1 Gb" (10243 bits) de clase de 60 nm de la industria en 2007. Admitía un ancho de banda de 20 GB/s en un bus de 32 bits, lo que permite configuraciones de memoria de 1 GB a 160 GB/s con solo 8 circuitos en un bus de 256 bits. Al año siguiente, en 2008, Hynix superó esta tecnología con su memoria GDDR5 de 50 nm de clase "1 Gb".
En noviembre de 2007, Qimonda, un spin-off de Infineon, demostró y probó GDDR5, y publicó un documento sobre las tecnologías detrás de GDDR5. A partir del 10 de mayo de 2008, Qimonda anunció la producción en volumen de componentes GDDR5 de 512 Mb clasificados a 3,6 Gbit/s (900 MHz), 4,0 Gbit/s (1 GHz) y 4,5 Gbit/s (1,125 GHz).
El 20 de noviembre de 2009, Elpida Memory anunció la apertura del Centro de Diseño de Múnich de la compañía, responsable del diseño e ingeniería de Graphics DRAM (GDDR). Elpida recibió activos de diseño GDDR de Qimonda AG en agosto de 2009 después de la quiebra de Qimonda. El centro de diseño tiene aproximadamente 50 empleados y está equipado con equipos de prueba de memoria de alta velocidad para usar en el diseño, desarrollo y evaluación de la memoria de gráficos. El 31 de julio de 2013, Elpida se convirtió en una subsidiaria de propiedad total de Micron Technology y, según los perfiles profesionales públicos actuales de LinkedIn, Micron continúa operando el Centro de Diseño Gráfico en Múnich.
Hynix 40 nm class "2 Gb" (2 × 10243 bit) GDDR5 se lanzó en 2010. Funciona a una velocidad de reloj efectiva de 7 GHz y procesa hasta 28 GB/s. Los chips de memoria GDDR5 de "2 Gb" permitirán que las tarjetas gráficas con 2 GB o más de memoria integrada tengan un ancho de banda máximo de 224 GB/s o superior. El 25 de junio de 2008, AMD se convirtió en la primera empresa en enviar productos que utilizan memoria GDDR5 con su serie de tarjetas de video Radeon HD 4870, incorporando módulos de memoria de 512 Mb de Qimonda con un ancho de banda de 3,6 Gbit/s.
En junio de 2010, Elpida Memory anunció la solución de memoria GDDR5 de 2 Gb de la empresa, que se desarrolló en el Centro de diseño de la empresa en Múnich. El nuevo chip puede funcionar a una velocidad de reloj efectiva de hasta 7 GHz y se utilizará en tarjetas gráficas y otras aplicaciones de memoria de gran ancho de banda.
Los componentes GDDR5 de "4 Gb" (4 × 10243 bits) estuvieron disponibles en el tercer trimestre de 2013. Lanzado inicialmente por Hynix, Micron Technology siguió rápidamente con el lanzamiento de su implementación en 2014. El 20 de febrero de 2013, se anunció que PlayStation 4 usaría dieciséis chips de memoria GDDR5 de 4 Gb para un total de 8 GB de GDDR5 a 176 Gbit/s (CK 1,375 GHz y WCK 2,75 GHz) como sistema combinado y RAM de gráficos para usar con su sistema con tecnología AMD en un chip que comprende 8 Núcleos Jaguar, procesadores shader 1152 GCN y AMD TrueAudio. Los desmontajes de productos confirmaron más tarde la implementación de memoria GDDR5 basada en 4 Gb en PlayStation 4.
En febrero de 2014, como resultado de la adquisición de Elpida, Micron Technology agregó productos GDDR5 de 2 Gb y 4 Gb a la cartera de soluciones de memoria gráfica de la empresa.
El 15 de enero de 2015, Samsung anunció en un comunicado de prensa que había comenzado la producción en masa de chips de memoria GDDR5 de "8 Gb" (8 × 10243 bits) basados en un proceso de fabricación de 20 nm. Para satisfacer la demanda de pantallas de mayor resolución (como 4K) cada vez más comunes, se requieren chips de mayor densidad para facilitar búferes de cuadros más grandes para computación gráficamente intensiva, a saber, juegos de PC y otras representaciones 3D. El mayor ancho de banda de los nuevos módulos de alta densidad equivale a 8 Gbit/s por pin × 170 pines en el paquete BGA x 32 bits por ciclo de E/S, o 256 Gbit/s de ancho de banda efectivo por chip.
El 6 de enero de 2015, el presidente de Micron Technology, Mark Adams, anunció el muestreo exitoso de 8 Gb GDDR5 en la llamada de ganancias del primer trimestre fiscal de 2015 de la compañía. Luego, la compañía anunció, el 25 de enero de 2015, que había comenzado los envíos comerciales de GDDR5 utilizando una tecnología de proceso de 20 nm. El anuncio formal de la GDDR5 de 8 Gb de Micron apareció en forma de una publicación de blog de Kristopher Kido en el sitio web de la empresa el 1 de septiembre de 2015.

## GDDR5X

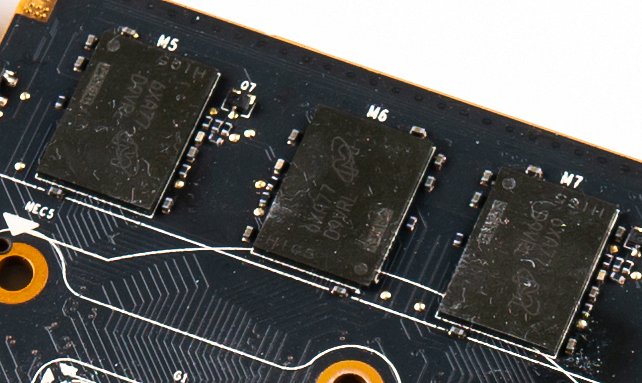
Memorias GDDR5X en una Nvidia GeForce GTX 1080 Ti

En enero de 2016, JEDEC estandarizó GDDR5X SGRAM. GDDR5X apunta a una tasa de transferencia de 10 a 14 Gbit/s por pin, el doble que GDDR5. Esencialmente, proporciona al controlador de memoria la opción de usar un modo de tasa de datos doble que tiene una captación previa de 8n, o un modo de tasa de datos cuádruple que tiene una captación previa de 16n. GDDR5 solo tiene un modo de velocidad de datos doble que tiene una captación previa de 8n. GDDR5X también usa 190 pines por chip (190 BGA). En comparación, GDDR5 estándar tiene 170 pines por chip; (170 BGA). Por lo tanto, requiere una PCB modificada.

### Comercialización
Micron Technology comenzó a probar chips GDDR5X en marzo de 2016, y comenzó la producción en masa en mayo de 2016.
Nvidia anunció oficialmente la primera tarjeta gráfica con GDDR5X, la GeForce GTX 1080 basada en Pascal el 6 de mayo de 2016. Más tarde, la segunda tarjeta gráfica en utilizar GDDR5X, la Nvidia Titan X el 21 de julio de 2016, la GeForce GTX 1080 Ti el 28 de febrero de 2017 y la Nvidia Titan Xp el 6 de abril de 2017.